# Новая Заря (Белгородская область)
Новая Заря — хутор в Шебекинском районе Белгородской области России. Входит в Купинское сельское поселение.

## Население

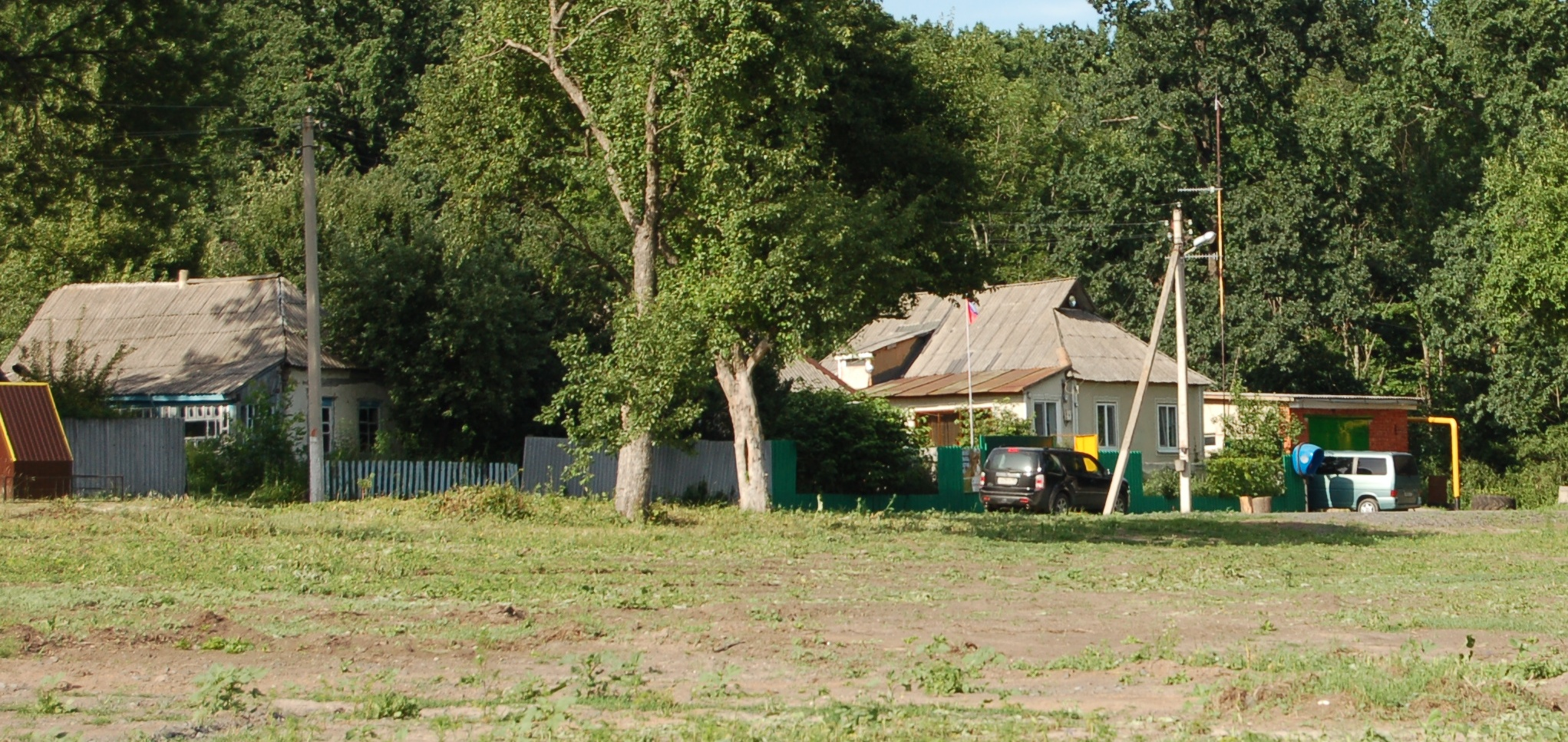
Хутор Новая заря. 2013

| 2002 | 2010 |
| ---- | ---- |
| 7    | ↗10  |